# 금강산가극단
금강산가극단(金剛山歌劇団)은 재일본조선인총연합회 산하의 음악무용공연단체이다. 1955년 6월에 재일조선중앙예술단이라는 이름으로 창단된 뒤, 1974년 8월 29일에 개편되었다. 1973년, 베를린에서 열린 제10차 세계청년학생축전에서 12개의 메달을 획득했다.